# John Collins (cocktail)
Il John Collins è un cocktail la cui esistenza è testimoniata fin dal 1869, ma che potrebbe essere nato anche prima. Si ritiene che sia stato creato da un omonimo capocameriere che lavorava al Limmer's Old House di Conduit Street, nel quartiere di Mayfair a Londra, un popolare locale londinese attorno agli anni 1790–1817. È un cocktail ufficiale IBA.

## Storia
Il John Collins è un cocktail realizzato con bourbon o gin, succo di limone, zucchero e acqua gassata. La prima ricetta attestata del John Collins si trova all'interno dello Steward and Barkeeper's Manual del 1869:
(Steward and Barkeeper's Manual)
Lo storico di cocktail David Wondrich ha speculato che la ricetta originale introdotta a New York negli anni 1850 potrebbe essere stata molto simile ai punch di gin che erano serviti nei locali di Londra, come Garrick, durante la prima metà del XIX secolo. Wondrich afferma che questi ultimi sarebbero dovuti essere del tipo «gin, succo di limone, acqua gassata fredda e Maraschino».
Il richiamo specifico al Old Tom Gin nella ricetta del 1869 è la probabile causa del cambio di nome avvenuto in seguito nella ricetta di Jerry Thomas del 1876, dove il cocktail viene indicato col nome di "Tom Collins". Al giorno d'oggi, con "John Collins" si intende un "Tom Collins" preparato con whiskey al posto del gin. Le versioni precedenti dei punch di gin erano probabilmente preparate invece con jenever.

## Composizione

### Ingredienti
- 4,5 cl di gin
- 1,5 cl di sciroppo
- 3 cl di succo di limone fresco
- 6 cl di acqua gassata

### Preparazione
Versare tutti gli ingredienti direttamente dentro l'Highball riempito di ghiaccio. Mescolare lentamente. Decorare con una fetta di limone e una ciliegia sotto spirito. 